# Dewnja (gmina)
Dewnja (bułg. Община Девня) – gmina w północno-wschodniej Bułgarii, w obwodzie Warna.

## Miejscowości
Miejscowości wchodzące w skład gminy Dewnja:
- Dewnja (bułg.: Девня) − siedziba gminy,
- Kipra (bułg.: Кипра),
- Padina (bułg.: Падина),
- Poweljanowo (bułg.: Повеляново).